# 그대곁愛 러브FM
《그대곁愛 러브FM》는 KNN 러브FM(부산 FM 105.7MHz, 양산 FM 88.5MHz, 기장/정관 FM 89.3MHz, 창원/김해/거제 FM 90.9MHz, 진주 FM 98.7MHz)에서 매일 밤 12시에 방송되었던 라디오 프로그램이다. 2018년 10월 14일 자로 7개월만에 폐지되었다.

## 진행자
- 이하윤